# Ґеґ
Ґеґ[джерело?] (від англ. gag — жарт, дотеп, комічний трюк) — комедійний прийом, в основі якого лежить очевидна безглуздість. Наприклад, коли під час пожежі чоловік носить воду решетом — це безглуздість, але вона може розсмішити. Коли, замість того щоб різати млинці ножем, використовують ножиці, — це безглуздість, але вона теж смішить.
Термін виник в англійському театрі в середині XIX століття. Ґеґами називалися фрази, жарти, які актор імпровізував під час виконання ролі.
У період німого кіно ґеґами стали називатися комічні трюки, що широко використовувались у комічних стрічках і часом набували характеру вставних епізодів. На студіях Мака Сеннета існувала спеціальна група людей, в обов'язки яких входило придумувати ґеґи. Їх так і називали — ґеґменами. Б. Кітон, Р. Ллойд, М.Ліндер та ін., широко застосовували ґеґи, самі складали їх. Ч. Чаплін по-новому використовував ґеґи, надавши їм особливої значущості в німому комічному кіно. У звуковому кіно ґеґи використовуються і в діалозі, надаючи дії несподіваних, комедійних акцентів.
Однією з найвідоміших ґеґ-груп на пострадянському просторі наприкінці 1990-х були «Маски-шоу».